# Аллен, Колин Эрик
Колин Эрик Аллен (англ. Colin Eric Allen; 9 мая 1938 года, Борнмут, Гэмпшир (ныне Дорсет), Англия) — британский блюзовый барабанщик и автор песен.

## Карьера
Первые десять лет своей взрослой жизни Аллен проработал в авиастроении. В возрасте 16 лет он заинтересовался джазом, что и подвигло его начать играть на барабанах в возрасте 18 лет. Выступал вместе в барабанщиком Джеком Хорвудом в течение двух лет. Позже он короткое время обучался у американского барабанщика Филли Джо Джонса. Первое публичное выступление Колина состоялось на конкурсе скиффл-групп, который проходил в местном кинотеатре. В дальнейшем он продолжил выступать со многими джазовыми музыкантами Борнмута. В 1963 году Аллен стал участником группы Zoot Money's Big Roll Band, коллективу Зута Мани, в котором на тот момент уже играл  гитарист Энди Саммерса (позже The Police). До недавнего времени Аллен изредка всё ещё выступал вместе с Big Roll Band в пабе The Bull’s Head во время своих визитов в Лондон. 1 января 1964 года Аллен вместе с Саммерсом перебрался в Лондон. Сотрудничал со многими американскими и британскими группами и музыкантами. В частности он имел дело с Бобом Диланом, Джоном Ли Хукером, Сонни Боем Уильямсоном, Мемфисом Слимом, Соломоном Берком, John Mayall’s Bluesbreakers, Миком Тейлором, Focus, Донованом, Stone the Crows, Джорджи Феймом, Брайаном Джозефом Фриелом и с The British Blues Quintet, которая включала в себя клавишника Зута Мани, басиста Колина Ходжкинсона и вокалистку Мэгги Белл. С 1985 года проживал в Швеции, в Стокгольме, где играл со многими шведскими исполнителями в течение последующих лет и в частности был участником местной группы Totta’s Blues Band. В 2012 году после почти пятидесятилетней карьеры, Колин ушёл из музыкальной индустрии. Женат на Марианне и имеет дочь Майю.

## Автор песен
Аллен начал писать песни, будучи ещё играя в группе Stone the Crows. Является соавтором песен, которые потом были записаны в частности группой Пола Маккартни Wings (с музыкой Джимми Маккаллоха), Fleetwood Mac, Миком Тейлором и Миком Ронсоном. В частности написал песню «Alabama», которая вошла в одноимённый дебютный сольный альбом Тейлора Mick Taylor (1979). В настоящее время записано около шестидесяти песен, соавтором которых является Колин.